# Cuisine de Papouasie-Nouvelle-Guinée
La cuisine de Papouasie-Nouvelle-Guinée se compose de plats traditionnels variés que l'on trouve dans la partie orientale de l'île de  Nouvelle-Guinée. Environ 80 % de la population dépend de l'agriculture de subsistance, de sorte qu'un pourcentage important de l'énergie alimentaire et des protéines consommées en Papouasie-Nouvelle-Guinée est produit localement, tandis que le reste est importé. Les aliments de base en Papouasie-Nouvelle-Guinée comportent les racines, les bananes et le sagou. Le régime alimentaire de la Papouasie-Nouvelle-Guinée est en grande partie végétarien, en particulier dans les régions du Golfe et des Hautes Terres. relève essentiellement d'une agriculture vivrière, dans la mesure où quasiment toute la nourriture consommée par les locaux vient des cultures de ses villages.

## Histoire

### Le régime alimentaire traditionnel
Pays très rural, la Papouasie-Nouvelle-Guinée n'entretient pas de grande tradition gastronomique, en-dehors de ses hôtels internationaux qui déclinent les spécialités occidentales et asiatiques. Avant l'arrivée des Occidentaux dans les hautes terres, cuisson au pot ou friture étaient inconnues et l'eau fraîche la seule boisson disponible. Les repas ne sont pas vraiment des occasions formelles de la culture culinaire de Papouasie-Nouvelle-Guinée, dans la mesure où les Papous mangent tout au long de la journée.
La majeure partie du régime des papouasiens est essentiellement végétarienne. Les fruits comme la noix de coco, l'arbre à pain, la banane, les papayes, les fruits de la passion, et pastèques accompagnent souvent les repas. Le poulet et le porc sont les viandes plus couramment consommées, mais restent tout de même plus appropriées aux jours de fête, dans la mesure où l'élevage n'est pas une tradition de l'île et ces viandes sont majoritairement importées de Nouvelle-Zélande et d'Australie. Les viandes locales sont beaucoup plus exotiques : larves de papillon, serpents,  lézards, sauterelles, chauves-souris sont plus largement appréciés des habitants. Sur les littoraux, on trouve davantage de spécialités de poissons et fruits de mer, souvent consommées en soupe.

### Les influences étrangères
L'invasion européenne de la Papouasie-Nouvelle-Guinée, qui a débuté au XVIe siècle, a été la première introduction étrangère à la cuisine locale. Les colons européens ont importé du bétail et des cultures dans la région au XIXe siècle, qui ont eu une valeur commerciale importante. La cuisine et les traditions de la Papouasie-Nouvelle-Guinée sont assimilées à celles de la Nouvelle-Guinée indonésienne et d'autres nations du Pacifique. Le plat kokoda, composé de poisson cuit dans une sauce au citron vert et à la noix de coco, est également présent dans la cuisine fidjienne.
Peu de chaînes de restauration rapide sont présentes en Papouasie-Nouvelle-Guinée. Cependant, les chaînes de restauration rapide opérant en Papouasie-Nouvelle-Guinée comprennent Hog's Breath Cafe (une chaîne australienne de steakhouses), Big Rooster (une chaîne locale de magasins de poulet) et Eagle Boys (une chaîne australienne de pizzerias). Il n'y a pas de grandes chaînes de restauration rapide américaines en Papouasie-Nouvelle-Guinée.

## Aliments et plats

### Aliments
On retrouve, dans la moitié orientale de l'île de Nouvelle-Guinée, beaucoup de légumes comme le taro, la patate douce, du sagou sauvage (aussi appelé sago ou saksak, pâte blanche de palmier sagoutier), arbre à pain mais également du riz. Beaucoup de fruits locaux poussent en Papouasie-Nouvelle-Guinée, comme les bananes, papayes, mangues et noix de coco.
Le porc et la volaille sont les viandes le plus communément consommées, certaines ont des symboliques pour les habitants de Papouasie-Nouvelle-Guinée. Le poisson cuisiné se retrouve uniquement dans les villages situés près des rivières et des côtes. Le lait de coco et le sucre de canne sont présents dans toute la contrée, et l’on en consomme à n’importe quel moment de la journée tout comme le thé.

### La cuisson aumumu

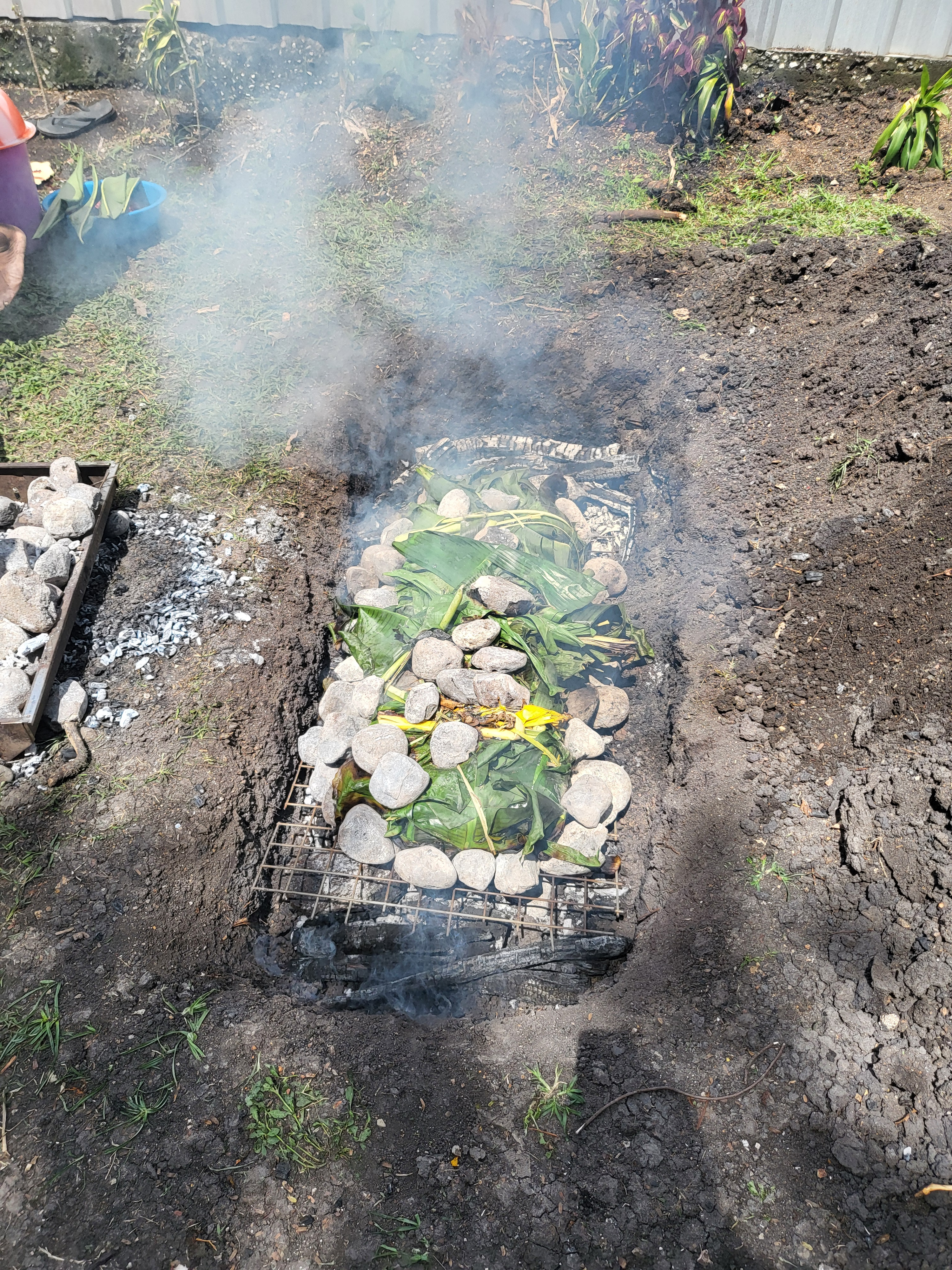
Un mumu papouasien traditionnel

Le mumu est une méthode traditionnelle de cuisson de grandes quantités de nourriture en Papouasie-Nouvelle-Guinée, ainsi que dans d'autres îles du Pacifique. Il consiste en un four en terre rempli de charbon ou de pierres chaudes, qui peuvent être placées dans différentes orientations, puis cuites pendant une longue période. On chauffe d'abord les pierres sur un feu, puis on les dispose dans un trou. Après cela, les différents légumes, la viande ou le poisson, enveloppés dans des feuilles de bananier généralement, sont déposés sur le premier lit de pierres avant d'être recouverts de nouveau de pierres chaudes. Dans une dernière étape, le trou est bouché hermétiquement et le repas cuit comme dans une cocotte-minute. Malgré la présence de fours de l'Avent en Papouasie-Nouvelle-Guinée, le mumu est toujours très répandu dans les ménages.
Le mumu est aussi considéré comme le plat national de Papouasie-Nouvelle-Guinée. Il est composé de porc ou de poulet, de patate douce, de taro, de plantains et de légumes à feuilles. Le mumu est un exemple de plat équilibré composé de deux bases, les cultures (y compris l'amidon) et la viande. Le plat doit son nom au four en terre utilisé traditionnellement. Enveloppé dans un paquet de feuilles de bananier et, de nos jours, dans du papier aluminium. La composition du mumu diffère légèrement d'une région à l'autre, une sorte de fougère étant le légume préféré dans la région des hautes terres, la région NGI utilise beaucoup de crème de coco.

### Spécialités
Quelques plats de spécialité comprennent : la purée de patate douce ; les légumes vapeur sauce coco ; la bugandi egg drop soup (soupe à l’œuf) ; la salade de fruits ; la grillade au beurre d’arachide ; le plat de kaima bona gatoi composé de légumes grillés ; le ragoût papouasien appelé soupou tehou ; le poulet au pot, plat composé de poulet mijoté avec des légumes mélangés et de la crème de coco, et le poisson grillé sauce coco; le pâté au poulet, mijoté et mixé avec des légumes et de la crème de noix de coco ; le plat de patates douces au lait de coco appelé kaukau ; le poisson kokoda, cuit dans une sauce de citron vert et de noix de coco.
Le saksak est le nom local de la farine de sagou, un aliment de base local. Dans la région du Sepik, elle est mélangée à de l'eau bouillante pour faire du nangu, une boulette gélatineuse qui est consommée comme amidon de base dans de nombreux repas. Le saksak est également pressé sur une poêle chaude, parfois mélangé à de la noix de coco râpée, pour faire une crêpe semblable à une tortilla.
Le dia est un dessert composé d'une boulette de sagou et de banane cuite à la vapeur dans une feuille de bananier. Il est ensuite servi avec de la crème de noix de coco caillée. Des bananes mûres sucrées sont utilisées pour donner de la douceur au plat. Ce plat est également connu sous le nom de Pariwa.
Les lamb flaps sont des garnitures d'agneau qui sont souvent cuites sur des stands de grillades en bord de route. L'agneau est mariné avec du gingembre, de l'ail et de la poudre de bouillon de poulet. Souvent accompagné d'une salade composée de cresson, de gingembre cru tranché et d'oignon, et de bananes plantains ou de patates douces cuites sur la plaque du gril.[réf. nécessaire]
Similaire au mumu, il existe un plat appelé aigir préparé en plaçant des pierres chaudes dans une casserole de lait de coco auquel on ajoute des protéines, généralement du poulet, avec des plantains et des patates douces et beaucoup de légumes à feuilles vertes et de gingembre. Le plat est cuit en seulement 30 minutes grâce aux pierres chaudes.